# جزیره رابیدا

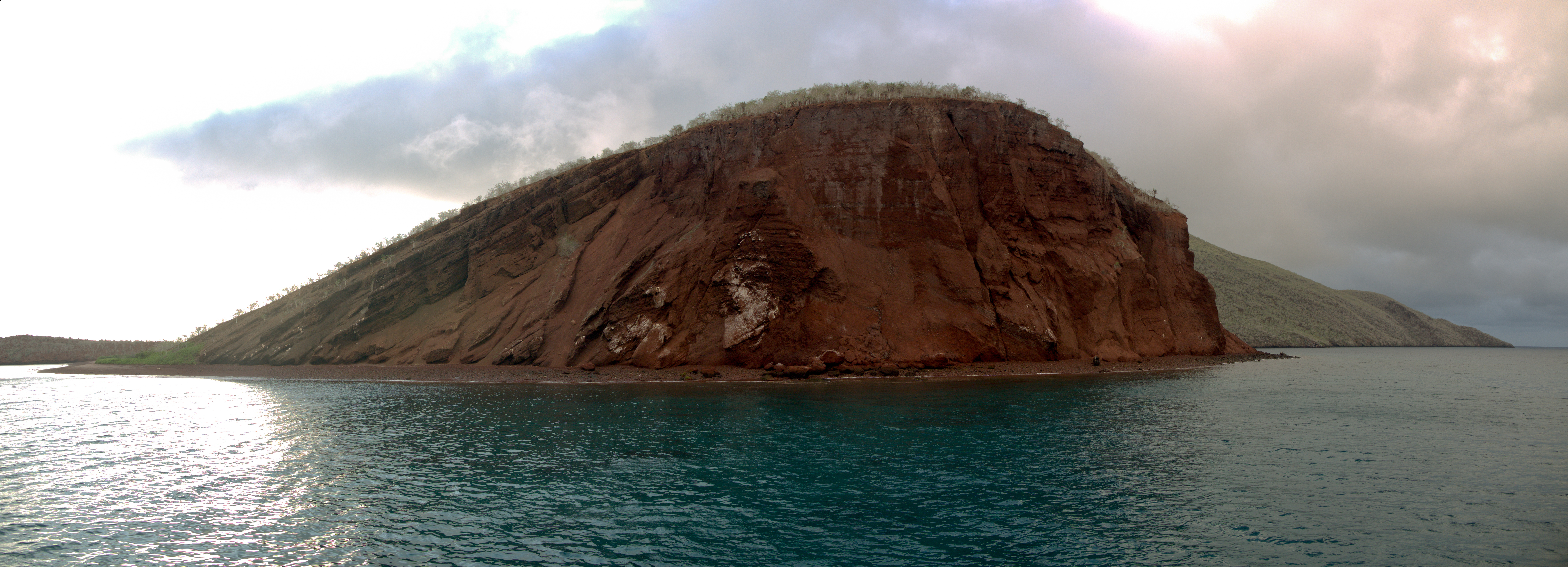
جزیره رابیدا.

جزیره رابیدا (به انگلیسی: Rábida Island) یک جزیره در مجمع‌الجزایر گالاپاگوس است. مساحت آن ۵ کیلومتر مربع می‌باشد.

## حیات وحش
وجود فلامینگوی آمریکایی و دسته‌های شیر دریایی گالاپاگوس، پلیکان قهوه‌ای، فیلوش گونه‌سفید، کودن و ۹ گونه از سهره‌های داروین در این جزیره گزارش شده است.